# Els Comdals (Manresa)
Els Comdals o Els Comtals és un barri exterior de Manresa i antiga colònia tèxtil, situat a uns 5 km al sud del nucli urbà de la ciutat, al límit amb el terme municipal de Castellgalí. Està situat a la dreta del Cardener, a l'indret de l'antiga masia dels Comdals.

## Descripció
Actualment els Comdals és un barri de 255 habitants (2011) i un polígon industrial al peu de la C-55. Havia tingut un baixador de tren de la Línia Barcelona-Manresa-Lleida-Almacelles (PK 305,0) d'ADIF, actualment enderrocat, després d'anys en desús. L'antiga colònia tèxtil era una colònia completa, composta per l'edifici de la fàbrica, la resclosa i el canal per aprofitar l'energia hidràulica del Cardener, els habitatges per als obrers i la torre de l'amo. La carretera parteix la fàbrica i la casa de l'amo i els habitatges obrers.

## Història
L'origen de la colònia es remunta a l'existència d'un molí paperer d'època molt antiga. El 1854 el reverend Joaquim Abadal va vendre al seu nebot Josep Solà i Abadal una extensa finca que comprenia diversos edificis rurals i l'antic molí paperer que encara conservava la resclosa i el canal en bon estat. Solà s'associà amb altres industrials manresans i aquest mateix any es creà la colònia amb la raó social "Vidal, Vallès i Solà", amb la construcció d'una fàbrica tèxtil i habitatges. A finals del 1860 quedaren com a propietaris la família Vidal, que més tard fundaria la colònia Vidal, al municipi de Puig-reig. El 1917, la raó social es va vendre a fàbrica i la colònia als germans Bach. Aquests varen construir la nova fàbrica i la gran casa senyorial dels amos, un edifici que reprodueix l'estil d'un castell centreeuropeu. Després de la guerra civil la propietat passà a mans de la família Villa, i s'esdevingué el període, a mitjan segle xx, del màxim creixement de la colònia: s'obrí el baixador del ferrocarril, s'ampliaren les naus industrials i es construïren nous habitatges. Als anys seixanta, però, l'empresa va fer fallida, amb la crisi del tèxtil. L'any 1975 l'empresa manresana de metal·lúrgia de Cal Lluvià s'instal·là a les naus industrials i els dnà un nou ús. No obstant això, s'abandonaren molts habitatges i la colònia entrà en decadència i abandonament. L'estació de tren es va clausurar als anys noranta. Actualment els habitatges han estat recuperats i reutilitzats com a habitatges de particulars, la casa de l'amo ha esdevingut un centre sanitari assistencial i l'espai industrial és compartimentat entre diferents activitats i empreses. De fet, l'Ajuntament de Manresa ha potenciat l'espai industrial amb l'objectiu que sigui un focus d'atracció per a petites empreses tot i que això ha provocat molèsties als habitants del barri.

### Església de Sant Jaume
El lloc dels Comdals és documentat des del 1049, quan s'esmenta l'església de Sant Jaume, que devia ser la capella del mas Comdals, i probablement depenia del monestir de Santa Cecília de Montserrat. L'edifici actual és una capella d'origen romànic, construïda al voltant del segle xii, que ha sofert posteriorment diverses ampliacions. Aquesta església s'utilitzà per al culte com a capella de la colònia dels Comdals, tot i que queda dins el clos murallat de la torre de l'amo. Consta d'una sola nau coberta amb una volta apuntada i un absis semicircular obert a la banda de migdia. A la banda de migdia hi ha un campanar de torre que devia estar comunicat amb la nau.